# 1539 no Brasil
Esta é uma cronologia dos fatos acontecimentos de ano 1539 no Brasil.

## Eventos
- Chegada da primeira leva de escravos africanos ao Brasil, a pedido de Duarte Coelho, donatário de Pernambuco.[1][2][3]